# Tassadia rusbyi
Tassadia rusbyi là một loài thực vật có hoa trong họ La bố ma. Loài này được J.F. Macbr. miêu tả khoa học đầu tiên năm 1931.